# Rubin (efternamn)
Rubin är ett efternamn som förekommer i flera delar av världen. I Sverige har det bland annat förekommit i form av ett soldatnamn. Namnet Rubin bärs av:
- Alan Rubin, amerikansk musiker
- Andrejs Rubins (född 1978), lettisk fotbollsspelare
- Bernard Rubin
- Bertil Rubin, fotograf och politiker
- Birgitta Rubin
- Edgar Rubin
- Gayle Rubin
- Ilan Rubin, amerikansk trummis
- Isaak Iljitj Rubin (1886–1937), sovjetisk (rysk) ekonom
- Jesper J. Rubin, svensk radioprogramledare
- Joanna Rubin Dranger, svensk illustratör och författare
- Marcus Rubin, dansk statistiker
- Rick Rubin, amerikansk musikproducent och skivbolagsdirektör
- Robert Rubin, amerikansk bankman och finansminister
- Sven Rubin, sångare i Svenne Rubins
- Tryggve Rubin, svensk geodet
- Vera Rubin, amerikansk astronom